# The Movie Queen
The Movie Queen è un cortometraggio muto del 1919 scritto e diretto da Harry Wulze.

## Produzione
Il film fu prodotto dalla Nestor Film Company.

## Distribuzione
Distribuito dall'Universal Film Manufacturing Company, il film - un cortometraggio di una bobina - uscì nelle sale cinematografiche statunitensi il 19 luglio 1919.